# Харалампи Златанов
 Тази статия е за българския революционер.  За българския юрист от Пирдоп, депутат в Учредителното събрание, вижте Харалампи Златанов (от Пирдоп).  
Харалампи Стойчев Златанов, наречен Шарен Ампо, е български революционер, терорист и войвода на Вътрешната македонска революционна организация.

## Биография
Златанов е роден в кочанското село Дулица. Влиза във ВМРО. За малко наследява Стефан Давидов като войвода на Царевоселска околия на Скопски революционен окръг, но както пише Иван Михайлов:
| „ | Той е извънредно смел човек, но не достатъчно търпелив и тактичен за войводска длъжност. | “ |

Златанов става един от най-известните атентатори на ВМРО. На 21 февруари 1923 година Златанов убива работещия срещу ВМРО кмет комунист на Дупница Коста Петров. Братът на Харалампи Илия Златанов, също четник на ВМРО загива в сражение със сръбски части на 22 юли 1924 година. През февруари 1925 година убива Георги Скрижовски в Свиленград по нареждане на Иван Михайлов.
На 16 октомври 1925 година Харалампи Златанов заедно с още 3 четници – Димитър Медаров, Евтим Клепков и Димитър Иванов, са обградени в родното му село от над 1000 сръбски жандармеристи и войници. Сражението продължава цял ден, като сръбските части използват и две оръдия. Клепков и Иванов загиват, а Харалампи Златанов се самовзривява пред сръбската потеря. Раненият Димитър Медаров успява да се спаси. Сръбските части дават 22 убити и 10 ранени. Погребан е в София.